# Ё (слово ћирилице)
Јо (Ё ё, руски изговор: јɵ) је слово ћирилице.
На енглеском је слово Јо романизовано употребом латиничног слова ë, ë или jo/yo за руски језик и i͡o, yo или ë за белоруски језик.
У међународним системима, Јо је романизовано као ë.
Изведенo је из ћириличког слова Е.

## Изговор
Слово ⟨ё⟩ је наглашени слог у огромној већини руских и белоруских речи. На руском се ненаглашено ⟨ё⟩ јавља само у сложеним бројевима и неколико изведених термина, при чему се сматра изузетком.
То је такозвани јотовани самогласник. У почетном или пост-вокалном положају представља звукове /јо/, као у „Јорку“. Исто важи ако било који од ⟨ъ⟩, ⟨ь⟩ претходи ⟨ё⟩.
Слово ⟨ё⟩ такође означава фонему /о/ заједно с палатализацијом претходног сугласника (ако је то могуће). У овом случају се између сугласника и самогласника не јавља звук /ј/.
Тачан изговор самогласника ⟨ё⟩ може да варира због алофоније у словенским језицима. На руском се изговара [јɵ], са самогласником [ɵ] сличним на новозеландском или јужноафричком енглеском језику.

## Употреба
Јо се први пут употребљавао на руском, али његов статус на том језику сада је двосмислен. Јо се појављује као одвојено слово у ћирилици белоруског, русинског, монголског и многих кавкаских и туркичких језика.

### Руски језик
Слово Јо је седмо слово алфабета, али иако означава различит звук од Е, често се третира као исто слово за алфабет и сортирање. У речнику ёж долази иза едок и пре ездить.
⟨Ё⟩ представља фонему /о/ после /ј/ или меки сугласник (или повремено после ⟨ж⟩, ⟨ш⟩), и то увек треба нагласити. Наизменично је са ⟨е⟩, написано у ненаглашеним положајима. Ненаглашенo ⟨ë⟩ појављује се само у ретким позајмљеницама, у сложеницама (у овом случају може се сматрати да има секундарни нагласак; најважније је да се ⟨ë⟩ јавља у речима које садрже делове трëх- три и четирëх- четири, у изведеницама од самог имена слова ⟨ë⟩ (ёфика́тор- јофикатор), у позајмљеницама (кёнигсбе́ргский- придев из Конигсберга, сёрфинги́ст од сурфовања - сурфер, сёдзё, гёмбёц).
У савременом руском језику, рефлекс заједничко-словенског језика /е/ под стресом и пратећи палатализовани сугласник, али који не претходи палатализованом сугласнику, је /о/. Упоредите, на пример, руски моё: ''мојо'' („мој“ средњи номинатив и акузатив једнине) и пољски / чешки / словачки / српски / словеначки: моје.

#### Транскрипција страних речи
⟨Ё⟩ се може употребљавати у руској транскрипцији страних речи пореклом из језика који користе глас / ø /, пишу се eu /ö / ő/ ø (француски, германски језици осим енглеског, уралски језици), као што је „Gerhard Schröder“, чије је презиме транслитерисано као Шрёдер због сличности с изворним руским звуком [ɵ]. Ово писмо се такође често употребљава за транскрипцију енглеског самогласника , у именима попут Роберт Бёрнс за „Роберт Бурнс“ или Хёрст за „Хеарст“ / „Хурст“ / „Хирст“.
Међутим, звук [јо], у речима с европских језика, обично се транскрибује на руски као ⟨јо⟩ у почетном и пост-вокалном положају и ⟨ьо⟩ након сугласника: Нев Иорк за „Нев Иорк“ и бальталон за „батаљон“. Очигледни изузетак је руска реч за „озбиљан“, која се пише серьёзный, а не *сериозный. Међутим, ово је због чињенице да ова реч потиче од француског sérieux са звуком / ø /. (У 19. и раном 20. веку била су у употреби оба правописа. Правопис са ⟨ио⟩ - ⟨ио⟩ у правопису пре 1918. - заснован је на латинском seriosus.)

#### Правна питања
Сматра се да се слово ⟨ё⟩ налази у најмање 2500 презимена која се употребљавају у Русији и другим државама бившег СССР-а. Уобичајено је да особа која има једно од ових презимена поседује неке правне документе (пасоше, личне карте, изводе из матичне књиге венчаних и рођених, документе о власништву имовине, итд.) у којима је презиме написано са ⟨ё⟩ а неке у којима стоји једноставно ''е''. Такође, догађа се да дететов извод из матичне књиге рођених садржи ⟨ё⟩, а да сви лични документи родитеља садрже ⟨е⟩. Повремено су такве неусклађености стварале проблеме грађанима који добијају наследство или обављају имовинске трансакције.

### Белоруски и русински језик
Јо је седмо слово белоруског алфабета и девето слово прешовске русинске абецеде/азбуке. У панонском русинском језику не постоји слово ⟨ё⟩.
У белоруском, као и у прешовском русинском, слова ⟨ё⟩ и ⟨е⟩ су одвојена и нису заменљива.

### Дунгански језик
За разлику од руског правописног система, ⟨ё⟩ је обавезан у ћирилици коју користи Дунган. У том синитском језику разлика ⟨е⟩ / ⟨ё⟩ је пресудна, јер се прва употребљава на такав начин да се на стандардном кинеском језику напише слог који би имао пињин написан ие, а друга се употребљава за слог који се појављује као јао у пињину. ⟨ё⟩ је веома истакнут у правопису на Дунгану, јер се врло чест слог који се појављује као ианг у пињину пише ⟨ён⟩ у Дунгану.

## Рачунарски кодови
| Знак                      | Ё                         | Ё                         | ё                       | ё                       |
| ------------------------- | ------------------------- | ------------------------- | ----------------------- | ----------------------- |
| Назив у Уникоду           | ВЕЛИКО ЋИРИЛИЧКО СЛОВО ЈО | ВЕЛИКО ЋИРИЛИЧКО СЛОВО ЈО | МАЛО ЋИРИЛИЧКО СЛОВО ЈО | МАЛО ЋИРИЛИЧКО СЛОВО ЈО |
| Врста кодирања            | децимална                 | хексадецимална            | децимална               | хексадецимална          |
| Уникод                    | 1025                      | U+0401                    | 1105                    | U+0451                  |
| UTF-8                     | 208 129                   | D0 81                     | 209 145                 | D1 91                   |
| Нумеричка референца знака | &#1025;                   | &#x401;                   | &#1105;                 | &#x451;                 |